# Koji Noguchi
Koji Noguchi (野口 幸司, Noguchi Koji) est un footballeur japonais né le 5 juin 1970 dans la préfecture de Chiba au Japon.